# رایخس‌گائو وارته‌لاند
رایخس‌گائو وارته‌لاند (به آلمانی: Reichsgau Wartheland، همچنین وارته‌گائو Warthegau یا در آغاز رایخس‌گائو پوزن) رایخس‌گائویی نازی بود که از بخش‌های اشغالی از قلمرو جمهوری لهستان که در سال ۱۹۳۹ در جریان جنگ جهانی دوم به انضمام خاک آلمان درآمده بودند، تشکیل شده بود. این منطقه شامل لهستان بزرگ و مناطق مجاور آن می‌شد. بخشهایی از وارته‌گائو همنام با استان پوزن پروس پیش از عقد پیمان ورسای بودند. این نام در ابتدا از نام پایتخت استان، پوزِن (پوزنان)، و بعدها از نام رودخانه اصلی، وارته (وارتا) گرفته شد.
در طی تجزیه لهستان از سال ۱۷۹۳، قسمت عمده ای از این منطقه تا سال ۱۸۰۷ به عنوان پروس جنوبی به انضمام پادشاهی پروس درآمد. از ۱۸۱۵ تا ۱۸۴۹، این سرزمین در قلمرو خودمختار دوک‌نشین بزرگ پوزن بود که شامل استان پوزن می‌شد که در سال ۱۹۱۸–۱۹۱۹ پس از جنگ جهانی اول در جمهوری دوم لهستان برقرار شده بود. این منطقه در حال حاضر استان لهستان بزرگ است.